# 山形徳洲会病院
山形徳洲会病院（やまがたとくしゅうかいびょういん）は、山形県山形市にある医療機関。徳洲会グループが運営する民間病院である。

## 概要
山形県道51号山形上山線（西回りバイパス）沿いに位置する。徳洲会グループ57番目に設立された病院で、山形県内では庄内余目病院、新庄徳洲会病院に続き3番目となる病院である。
病院のすぐ隣には、徳洲会の理念に基づき運営されているメディカルフィットネスセンター、ラ・ヴィータがある。

## 沿革
- 2004年（平成16年) 8月 - 仙台徳洲会病院の主導で山形徳洲会病院の開設準備が行われる。
- 2004年（平成16年) 9月1日 - 開院。

## 施設概要
- 構造：RC造（地上8階地下1階建て）
- 敷地面積：26,794,42m2
- 延床面積：29,265,43m2

## 診療科
- 内科
- 消化器科/内視鏡科
- 循環器科
- 神経内科
- 外科
- 整形外科
- 脳神経外科
- 皮膚科
- 泌尿器科
- 婦人科
- リハビリテーション科
- 放射線科
- 歯科口腔外科
- 麻酔科

## アクセス
- 車
  - 東北中央自動車道山形中央インターチェンジから3分[3]。
  - 山形空港から30分[3]。
  - JR奥羽本線山形駅西口から5分[3]。
- バス
  - バス停「十小前バス停」下車、徒歩2分[3]。

## 周辺
- 山形市立第十小学校
- 山形テレビ